# Christian Wunsch
Christian Wunsch es un bioinformático. Junto con Saul Needleman publicó en 1970 un método para realizar el alineamiento de secuencias de forma global. Este método pasó posteriormente a denominarse
algoritmo de Needleman-Wunsch. Este método fue el primero en aplicar la metodología de
programación dinámica a la comparación de secuencias biológicas.

## Obras
- A general method applicable to the search for similarities in the amino acid sequence of two proteins, J Mol Biol. 48(3):443-53.